# Levan Zhorzholiani
Levan Zhorzholiani (in georgiano ლევან ჟორჟოლიანი?; 20 gennaio 1988) è un judoka georgiano.

## Carriera
Levan Zhorzholiani si è affermato nella categoria 100 kg attraverso molteplici successi nella coppa del mondo di specialità.
Nel 2007 è arrivato quinto al Campionato mondiale di judo disputato in Brasile a Rio de Janeiro.
Nel 2008 ha partecipato alle Olimpiadi di Pechino disputando, perdendo, la finale per il bronzo. Questo risultato gli ha permesso di classificarsi al quinto posto nella rassegna a cinque cerchi.